# Antonivka, Litîn
Antonivka (în ucraineană Антонівка) este un sat în comuna Horbivți din raionul Litîn, regiunea Vinnița, Ucraina.

## Demografie
Componența lingvistică a localității Antonivka
     Ucraineană (95,35%)
     Belarusă (4,65%)
Conform recensământului din 2001, majoritatea populației localității Antonivka era vorbitoare de ucraineană (95,35%), existând în minoritate și vorbitori de belarusă (4,65%).